# Hallasan
Le Hallasan ou mont Halla, en coréen : 한라산, est une montagne de Corée du Sud, point culminant du pays avec ses 1 950 mètres d'altitude. Il domine l'île volcanique de Jeju située à une centaine de kilomètres au sud de la péninsule de Corée. Sa dernière éruption remonte à l'an 1007. Volcan bouclier, ses pentes descendent lentement vers la mer. Il est caractérisé par le nombre important et la grande longueur des tunnels de lave qu'il a produit. Le site de l'« île volcanique et tunnels de lave de Jeju » est classé au patrimoine mondial de l'UNESCO.

## Toponymie
Hallasan (coréen : 한라산, RR : Hanlasan) signifie littéralement « mont Hanla » en coréen. En Corée du Nord, il est orthographié en alphabet hangeul hangeul : Hannasan (Munhwaŏ : 한나산 ; hanja : hanja : 漢拏山). Dans le passé, il a été connu sous les noms de Buak (coréen : 부악 / 釜岳), Wonsan (coréen : 원산 / 圓山), Jinsan (coréen : 진산 / 鎭山), Seonsan (coréen : 선산 / 仙山), Dumuak (coréen : 두무악 / 頭無岳), Burasan (coréen : 부라산 / 浮羅山), Yeongjusan (coréen : 영주산 / 瀛州山) et Hyeolmangbong (coréen : 혈망봉 / 穴望峯). En anglais, il est apparu sous l'appellation « mont Auckland »,.

## Géographie

### Relief

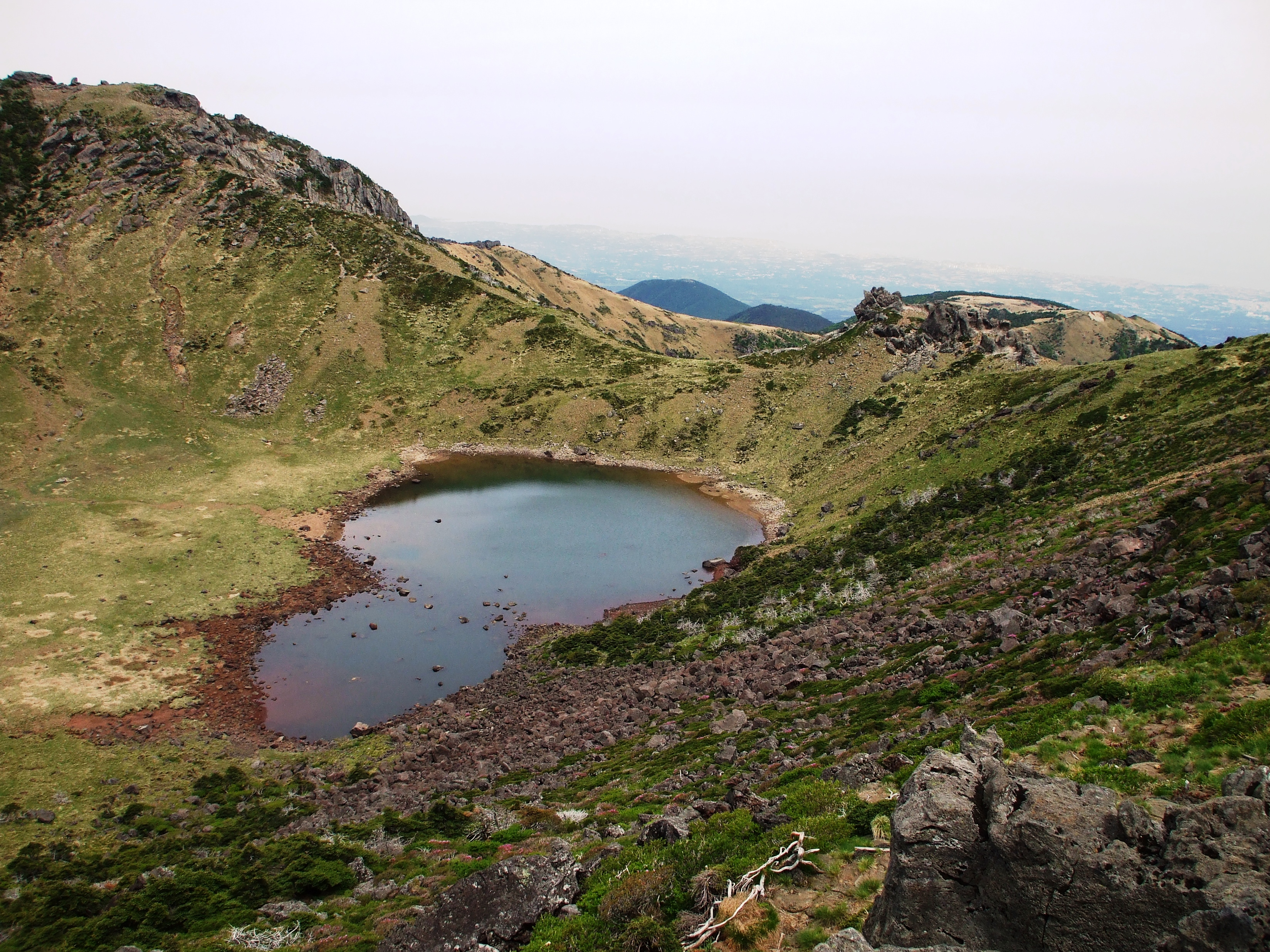
Vue du lac du Cerf Blanc au fond du cratère

Le Hallasan est un volcan bouclier de Corée du Sud formant l'essentiel de l'île de Jeju (1 846 km2) et qui domine les villes de Jeju et de Seogwipo. Culminant à 1 950 mètres d'altitude, il s'agit de la seule montagne de l'île, visible depuis chacun de ses points, et par la même occasion le point culminant du pays. Le volcan a commencé à se former à partir du Pliocène sur le plateau continental qui est actuellement à 100 mètres au-dessous du niveau de la mer. L'activité volcanique a débuté il y a 2 millions d'années ; la formation finale de l'île a eu lieu entre 400 000 et 700 000 ans. Les éruptions ont produit du basalte et de la trachyte. Un cratère de 400 mètres de diamètre est présent au sommet, en partie rempli par un lac, le Baengnokdam (백록담), ce qui signifie le lac du Cerf Blanc. Ce lac peut atteindre une profondeur de 110 mètres pour une superficie de 18 200 m2. Il est particulièrement grand en été à la saison des typhons. Une deuxième particularité du volcan est le nombre important des cônes parasites, appelés oreum (오름) en coréen. On en compte 368 sur les flancs du volcan. La plupart sont des cônes de cendres ou de scories mais on y trouve aussi des dômes de lave et 20 anneaux de tufs formés par des éruptions sous-marines.

### Climat
| Mois                              | jan. | fév. | mars  | avril | mai   | juin  | jui.  | août  | sep.  | oct.  | nov.  | déc. | année   |
| --------------------------------- | ---- | ---- | ----- | ----- | ----- | ----- | ----- | ----- | ----- | ----- | ----- | ---- | ------- |
| Température minimale moyenne (°C) | −9,1 | −7,5 | −5,1  | 0,7   | 5,7   | 10,4  | 14,7  | 14,5  | 11    | 4,3   | −0,9  | −6,6 | 2,7     |
| Température moyenne (°C)          | −5,9 | −3,5 | −0,8  | 5,2   | 10,3  | 14    | 17,4  | 17,4  | 14,2  | 8,2   | 2,2   | −3,5 | 6,4     |
| Température maximale moyenne (°C) | −1,6 | 0,9  | 3,4   | 10    | 14,9  | 18,1  | 20,3  | 20,6  | 18,1  | 13,2  | 6,8   | 0    | 10,4    |
| Précipitations (mm)               | 46,9 | 128  | 301,2 | 426,1 | 653,1 | 651,9 | 742,3 | 836,4 | 526,7 | 126,5 | 165,8 | 64,6 | 4 669,4 |

| Diagramme climatique                                  |            |              |            |              |               |               |               |             |              |              |           |
| J                                                     | F          | M            | A          | M            | J             | J             | A             | S           | O            | N            | D         |
| −1,6−9,146,9                                          | 0,9−7,5128 | 3,4−5,1301,2 | 100,7426,1 | 14,95,7653,1 | 18,110,4651,9 | 20,314,7742,3 | 20,614,5836,4 | 18,111526,7 | 13,24,3126,5 | 6,8−0,9165,8 | 0−6,664,6 |
| Moyennes : • Temp. maxi et mini °C • Précipitation mm |            |              |            |              |               |               |               |             |              |              |           |

## Histoire
Deux éruptions ont eu lieu au cours du IIIe millénaire av. J.-C. Les plus récentes, en 1002 et en 1007 se sont produites sur les flancs du volcan.

## Activités

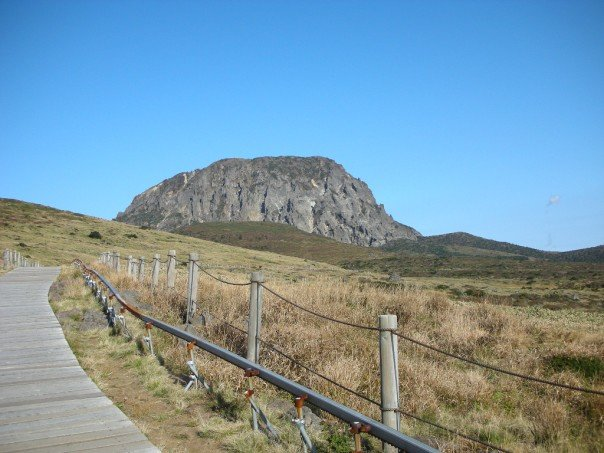
Vue du sommet principal.

La montagne abrite le temple bouddhiste de Gwaneum, le plus vieux temple de l'île fondé sous la dynastie de Koryo. Comme bien d'autres temples en Corée, il a été détruit et reconstruit au vingtième siècle. Un mémorial commémorant les victimes du soulèvement de Jeju de 1948-1950 se dresse à ses abords. C'est l'un des endroits les plus visités de l'île.
Le volcan est aussi au cœur du parc national du mont Halla, fondé en 1970 et couvrant 151,3 km2 dont 90,9 km2 en zone de réserve naturelle. Le nombre de visiteurs est en croissance constante : après avoir accueilli 23 000 personnes en 1974 et 501 000 en 1994, le parc accueille pratiquement un million de personnes chaque année (988 000 en 2009). Il a aussi été classé comme monument naturel no 182.
Cinq sentiers permettent d'accéder à Hallasan : le sentier de Gwaneumsa (관음사, 8,7 km), le sentier d'Eorimok (어리목, 4,7 km), le sentier de Seongpanak (성판악, 9,6 km), le sentier de Yeongsil (영실, 3,7 km) et le sentier de Donnaeko (돈내코, 9,1 km). Seuls les sentiers de Gwaneumsa et de Seongpanak permettent d'accéder au sommet. Les autres sentiers s'arrêtent à l'oreum de Witse car la fin du chemin permettant de rejoindre le sommet a été fermée en 1994 pour protéger la végétation. Le sentier de Donnaeko a été rouvert officiellement le 4 décembre 2009 après une fermeture de 15 ans.
L'importante fréquentation du volcan dégrade l'environnement et des mesures sont prises pour limiter l'impact du tourisme comme la fermeture de sentiers. Cependant, les autorités du parc national font face à autre un problème singulier lié aux ramyun,,. Ces soupes instantanées très populaires dans le pays permettent aux Coréens de se restaurer facilement lorsqu'ils sont en déplacement,,. Au Hallasan, les restes de ces bouillons sont jetés dans la nature, polluant les eaux par le sel qu'ils contiennent et affectant ainsi les écosystèmes locaux, notamment les rivières et les insectes qui y sont inféodés,. Le problème est tel qu'une campagne de sensibilisation est lancée en 2024 par le parc national à l'attention des visiteurs avec la mise en place de containers de récupération des liquides pour les 100 à 120 litres de bouillons qui sont consommés chaque jour sur la montagne ; le phénomène pourrait affecter d'autres sommets dans le monde, des ramyun étant désormais proposés à la vente aux touristes, notamment Coréens, qui se rendent par exemple en Suisse au pied du Cervin.

## Honneur
L'exoplanète 8 Ursae Minoris b est officiellement nommée Halla en référence à ce sommet.